# Makary Żabiński
Makary Żabiński (Żabinski), cs. Prepodobnyj Makarij Żabynskij, Bielewskij czudotworec, ros. Макарий Жабынский (ur. 1539 koło Bielowa w obwodzie tulskim, zm. 22 stycznia 1623) – mnich, cudotwórca, święty prawosławny.

## Żywot świętego
Urodził się w 1539 roku w Bielowie (ros. Белёв). Swój przydomek zyskał od nazwy monasteru, z którym związał ostatnie lata życia.
Monaster Żabiński został założony w 1585, niedaleko miasta Bielew. W okresie wielkiej smuty wiele ucierpiał od wojsk polskich.
Podanie głosi, iż jeszcze w trudnym okresie święty spotkał polskiego żołnierza, który zabłądził w okolicy i był bliski śmierci z wyczerpania. Makary miał wówczas uderzyć swą laską w ziemię, z której wytrysnęło źródełko czystej wody i napoił spragnionego.
Po kilku latach kierowaniu wspólnotą mnich pozostawił swą funkcję, złożył śluby zakonne i zamieszkał obok źródełka, gdzie zmarł 22 stycznia/4 lutego w 1623 roku. Został pochowany w Monasterze Żabinskim.

## Kult
Św. Makary został prawie zapomniany przez potomnych. Tymczasem w 1814 r. okazało się, że jego ciało nie uległo rozkładowi. Uznano to za jasny dowód świętości jego ziemskiego życia. Wkrótce w obecności jego relikwii zaczęły mnożyć się przypadki uzdrowień, które powtarzały się aż do początków XX wieku. W 1902 r. oficjalnie zaczęto oddawać mu cześć jako lokalnemu świętemu.
Cerkiew prawosławna wspomina świętego mnicha Makarego dwukrotnie:
- 22 stycznia/4 lutego[2], tj. 4 lutego według kalendarza gregoriańskiego,
- 22 września/5 października  tj. 5 października (Sobór świętych tulskich).

Ikonografia
W ikonografii święty przedstawiany jest, jako stary mężczyzna z niedługą, niekiedy spiczastą brodą, odziany w szaty mnicha wielkiej schimy z nakryciem głowy.

Prawą dłoń ma złożoną w błogosławieństwie, w lewej trzyma zwinięty zwój pisma lub pastorał (scs. żezł).